# الإسلام في سيراليون

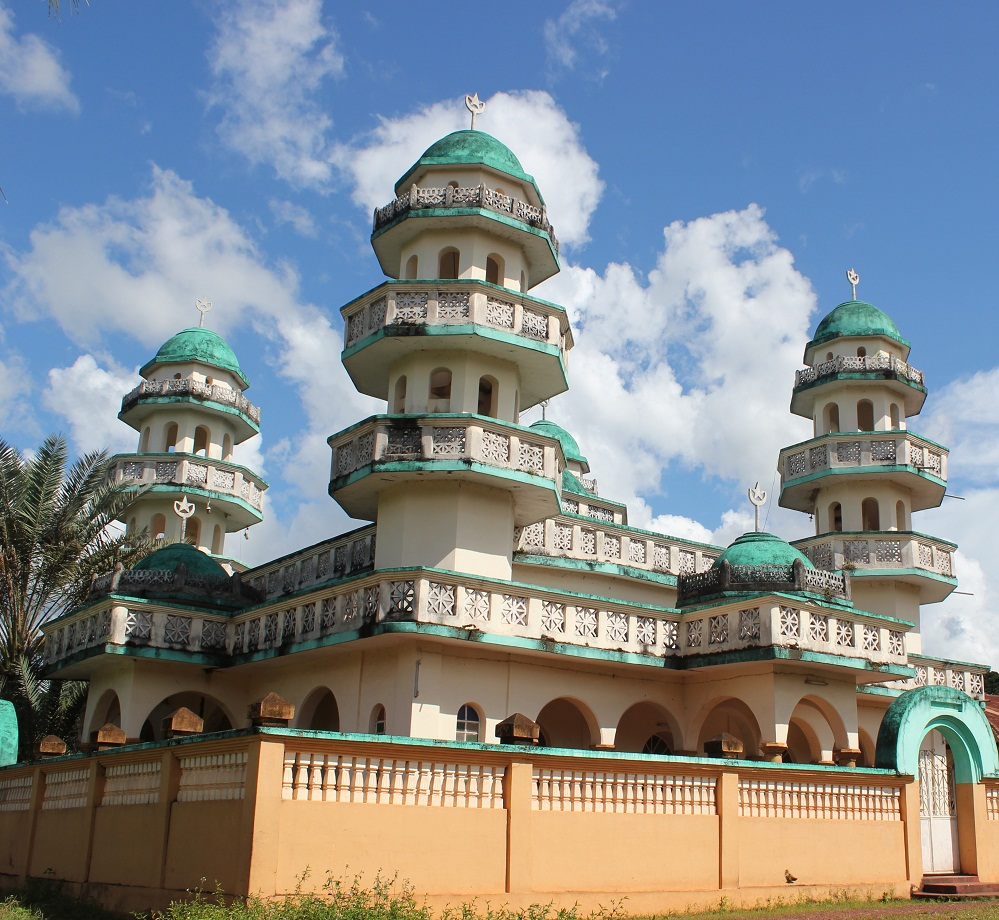
مسجد ريبيا في طريقه إلى متنزه أوتامبا-كيليمي

الإسلام هو أكبر دين في سيراليون حيث يشكل المسلمون 77٪ في عام تعداد 2015 و78٪ وفقًا لتقديرات مركز بيو للأبحاث في 2010. غالبية المجموعات العرقية في سيراليون من المسلمين، بما في ذلك أكبر مجموعتين عرقيتين في البلاد: ميندي وتيمني.

## وصولالإسلامإلى سيراليون
وصلها الإسلام من الشمال، فقد بدأت الدعوة الإسلامية تعبر الصحراء الكبرى في أفريقيا إلى النطاق الواقع في جنوبها، حيث نشط المرابطون في نقل الدعوة الإسلامية إلى ما يعرف بالسودان الغربي، وتجاوز نشاطهم هذا النطاق إلى غربي أفريقيا، وأسفرت هذه الحركة عن دخول شعوب زنجية من أهل البلاد في الإسلام، كما أسهم التجار من جماعات الطوارق والفلاني في نقل الإسلام إلى حيث الغابات الاستوائية على ساحل غربي أفريقيا، ويشكل المسلمون في الوقت الحاضر أكثر من نصف سكان سيراليون، وينتشرون في المناطق الشمالية والشرقية من البلاد.[بحاجة لرقم الصفحة]

### التعليم
التعليم في البلاد لا يدخل في نطاق الإلزام، ومعظم المدارس بمصروفات، وتشرف عليها البعثات التنصيرية، ويرفض المسلمون تعليم أبنائهم في مدارس الإرساليات المسيحية، التي تهيمن على التعليم المهني والتعليم العالي، وأقيمت المدارس الإسلامية بجهود ذاتية محدودة، وتعلم اللغة العربية في بعض المدارس أو في فصول ملحقة بالمساجد.ويذهب أبناء المسلمين إلى (فوتاجالون) كي ينموا تعليمهم الإسلامي، وأنشئ حديثاً معهد جبريل الإسلامي في (كينيما)، وهناك الكلية الإسلامية الوطنية، وتم افتتاح مشروع الكلية الإسلامية في سيراليون.

### المساجد
يوجد في سيراليون مئات المساجد أغلبها متواضع البناء، وتبنى المساجد بجهود ذاتية وينقصها الدعم المادي والدعاة، وتم إنشاء إذاعة للقرآن الكريم بمساعدة لجنة أفريقيا (الكويتية) وبدأت بثها بلغات التمني، والمادنجو، وباللغة الفرنسية والإنجليزية، وذلك في رمضان 1409 هـ.

### الهيئات الإسلامية
من أبرزها المجلس الإسلامي الأعلي وله 11 فرعاً في أنحاء البلاد، ويشرف على العديد من المساجد والمدارس.وهناك العديد من الجمعيات والهيئات الإسلامية في سيراليون.